# Пюнт, Пит
Питер (Пит) Пюнт (нидерл. Pieter "Piet" Punt; 6 февраля 1909, Фейнарт-эн-Хейнинген, Северный Брабант — 5 июля 1973, Дордрехт, Южная Голландия) — нидерландский футболист, игравший на позиции защитника, выступал за клуб ДФК.
В составе национальной сборной Нидерландов провёл один матч.

## Спортивная карьера
Пюнт выступал за футбольный клуб ДФК, играя на позиции защитника.
В сентябре 1937 года Пит был вызван на тренировочный сбор сборной Нидерландов. В национальной команде он дебютировал 28 ноября 1937 года в матче отборочного турнира против сборной Люксембурга, сыграв в защите с Бертюсом Калденхове. Встреча завершилась победой «оранжевых» со счётом 4:0.
В конце мая 1938 года Пюнт отправился в составе сборной на чемпионат мира, который проходил во Франции. Его команда выбыла уже на стадии 1/8 финала, проиграв Чехословакии, а сам защитник так и не сыграл на турнире.

## Статистика

### Матчи Пюнта за сборную Нидерландов
| Матчи Пюнта за сборную Нидерландов | Матчи Пюнта за сборную Нидерландов | Матчи Пюнта за сборную Нидерландов | Матчи Пюнта за сборную Нидерландов | Матчи Пюнта за сборную Нидерландов | Матчи Пюнта за сборную Нидерландов |
| ---------------------------------- | ---------------------------------- | ---------------------------------- | ---------------------------------- | ---------------------------------- | ---------------------------------- |
| №                                  | Дата                               | Соперник                           | Счёт                               | Голы Пюнта                         | Соревнование                       |
| 1                                  | 28 ноября 1937                     | Люксембург                         | 4:0                                | —                                  | Чемпионат мира 1938 (отбор)        |

Итого: 1 матч / 0 голов; 1 победа, 0 ничьих, 0 поражений.

## Личная жизнь
Работал в компании «British Leyland Nederland». Пит был женат на Корнелии Марии Антонетте Хазер, уроженке Дордрехта.
Его сын Питер Пюнт младший также стал футболистом и сыграл за ДФК более 300 матчей.
Пит умер 5 июля 1973 года в Дордрехте, в возрасте 64 лет. Через несколько дней он был кремирован. Супруга Пюнта дожила до 90 лет и умерла 5 июля 2003 года.